# Athysanella profuga
Athysanella profuga är en insektsart som beskrevs av Anufriev och Alexander Fyodorovich Emeljanov 1988. Athysanella profuga ingår i släktet Athysanella och familjen dvärgstritar. Inga underarter finns listade i Catalogue of Life.